# Breda di Piave
Breda di Piave település Olaszországban, Veneto régióban, Treviso megyében. Lakosainak száma 7690 fő (2023. január 1.). Breda di Piave Carbonera, Maserada sul Piave, Ormelle, Ponte di Piave és San Biagio di Callalta községekkel határos.

## Népesség
A település népességének változása:
| Lakosok száma | 7863 | 7835 | 7690 |
|               | 2017 | 2018 | 2023 |